# إيمانويل زامبازيس
إيمانويل زامبازيس ولد يوم 24 افريل 1997بمدينة اونتاريو بكندا ويلقبه اصدقائه باسم مانوليس زامبازيس ، وهو لاعب كرة قدم كندي يلعب مع نادي فوغان أزوري في دوري الدرجة الأولى في أونتاريو .
| النادي          | قسم                     | موسم            | الدوري  | الدوري  | التصفيات | التصفيات | الكأس المحلية | الكأس المحلية | كونتيننتال | كونتيننتال | المجموع | المجموع |
| النادي          | قسم                     | موسم            | تطبيقات | الأهداف | تطبيقات  | الأهداف  | تطبيقات       | الأهداف       | تطبيقات    | الأهداف    | تطبيقات | الأهداف |
| --------------- | ----------------------- | --------------- | ------- | ------- | -------- | -------- | ------------- | ------------- | ---------- | ---------- | ------- | ------- |
| ايراكليس        | دوري كرة القدم          | 2014–15         | 0       | 0       | —        | —        | 0             | 0             | —          | —          | 0       | 0       |
| ايراكليس        | الدوري اليوناني الممتاز | 2015–16         | 9       | 0       | —        | —        | 4             | 0             | —          | —          | 13      | 0       |
| ايراكليس        | الدوري اليوناني الممتاز | 2016–17         | 0       | 0       | —        | —        | 0             | 0             | —          | —          | 0       | 0       |
| يورك 9 إف سي    | الدوري الكندي الممتاز   | 2019            | 4       | 0       | —        | —        | 0             | 0             | —          | —          | 4       | 0       |
| فوجان أزوري     | الدوري 1 أونتاريو       | 2023            | 3       | 0       | 0        | 0        | 1             | 0             | —          | —          | 4       | 0       |
| المجموع الوظيفي | المجموع الوظيفي         | المجموع الوظيفي | 16      | 0       | 0        | 0        | 5             | 0             | 0          | 0          | 21      | 0       |